# لولا لانج
لولا لانج هي نسوية ‏ كندية، ولدت في 1922، وتوفيت في 25 ديسمبر 2013.